# Resident Evil
Resident Evil (с англ. — «Обитель зла»), также известная в Японии как Biohazard (яп. バイオハザード Байохадза:до) — медиафраншиза компании Capcom, основанная на серии видеоигр. Большинство игр серии принадлежат к жанру survival horror, но при этом как различные ответвления, так и некоторые основные игры могут принадлежать к другим жанрам, таким как шутер от третьего лица и рельсовый шутер. Помимо видеоигр, медиафраншиза состоит из кинофильмов (серия «Обитель зла»), анимационных фильмов, телесериалов, комиксов и прочей медиапродукции.
Игры серии, связанные общими сюжетами и персонажами, используют темы и образы, характерные для фильмов ужасов: герои игр сталкиваются с зомби, другими чудовищами и мутантами и должны сражаться, спасая свои жизни. За появлением этих чудовищ во многих играх стоит фармацевтическая компания Umbrella, которая занималась секретной разработкой вирусов с целью создания биологического оружия, в том числе суперсолдат — Тиранов. Действие ранних игр серии разворачивалось в вымышленном американском городе Раккун-Сити и его окрестностях — в результате катастрофы их население превратилось в зомби. Более поздние игры затрагивали и другие места земного шара и иные угрозы — например, религиозные секты, использующие паразитов для порабощения верующих.
Первая игра, созданная при сотрудничестве Токуро Фудзивары, Синдзи Миками, а также главного сценариста и создателя персонажей — Кэнъити Ивао, была выпущена на PlayStation в 1996 году. Ранние игры серии сочетали трёхмерных персонажей и двухмерные пререндеренные фоны, но более поздние — полностью трёхмерную графику. Игровой процесс зачастую основывается на «выживании» персонажа в игровом мире; чтобы сохранить жизнь персонажа и продвинуться дальше, игрок должен разумно распоряжаться боеприпасами и лекарствами, а также решать различные головоломки. Начиная с игры Resident Evil 4, серия перешла к жанру «экшен» и шутера от третьего лица. Resident Evil 7 и Village использовали вид от первого лица и вновь более медленный и осторожный геймплей, более близкий к хоррорам, а не экшенам. Capcom также последовательно выпускала ремейки предыдущих игр с улучшенной графикой и усовершенствованным геймплеем — отдельные ремейки, как Resident Evil 2 2019 года, добились особенно высоких отзывов прессы и коммерческого успеха. Игры Resident Evil внесли крайне значительный вклад в развитие survival horror, став образцами для множества подражаний — само название этого жанра игр было придумано для рекламной кампании первой игры серии. На 2023 год совокупные продажи всех игр серии превысили 146 миллионов копий.

## Игровой процесс
Большинство частей серии принадлежат к жанру survival horror. Перспектива в различных частях значительно отличается: среди основных частей в Resident Evil 1, 2, 3, Code Veronica, 0 и ремейке первой игры используется вид от третьего лица и статичная камера, в Resident Evil 4, 5, 6 и ремейках второй, третьей и четвертой номерных частей — вид от третьего лица с камерой «из-за плеча», а в Resident Evil 7 и Village — вид от первого лица. Для изображения окружающего мира в первых трёх номерных частях, а также в 0 и ремейке первой игры используются статичные двумерные задники, в то время как во всех остальных — трёхмерные уровни. Персонажи и противники во всех частях изображены с помощью трехмерных моделей. В зависимости от части структура уровней может быть представлена большими открытыми для исследования локациями, линейными уровнями или последовательным сочетанием обоих. Во всех основных частях серии исследование уровней совмещено с решением различных головоломок. Во всех играх серии присутствует несколько играбельных персонажей, которые либо имеют отдельные сюжетные линии, либо сменяют друг друга в рамках одной кампании. Сюжетные кампании некоторых игр серии могут быть пройдены в кооперативном режиме на 2 человек. В некоторых играх также присутствуют другие одиночные и многопользовательские режимы.
Боевой арсенал в играх серии представлен различным огнестрельным оружием, гранатами и ножом. В некоторых частях оружие может быть модифицировано. Разные виды оружий используют различные виды патронов, которые могут быть найдены на уровнях, подобраны из устраненных противников или изготовлены из соответствующих материалов. Материалы также могут быть подобраны из противников или найдены на уровне.
Также, персонажи имеют запас здоровья, который отображается в виде числового значения или словесного описания в интерфейсе игры, который уменьшается при получении урона от противников. Здоровье может быть восстановлено с помощью специальных лечебных спреев или различных трав. В большинстве игр серии присутствуют зеленые травы. Также помимо зеленых трав в играх серии могут присутствовать красный и синий виды. В этом случае травы могут быть комбинированы друг с другом в количестве до трёх штук в любых пропорциях.
Во всех играх серии героям противостоят различные виды противников: люди и животные, зараженные вирусом или паразитом, их разновидности или усиленные версии, различные виды монстров, которые являются результатом экспериментов корпорации «Umbrella» и так далее. Во всех основных играх серии присутствуют боссы — особенно сильные противники, для устранения которых обычно используются особые тактики, а бои с ними проходят в несколько этапов. Помимо боссов в играх серии появляются особые неуязвимые противники, такие как Немезис и Тиран, которые преследуют и пытаются уничтожить героев.
Несмотря на принадлежность к жанру survival horror основные игры серии могут также в большой или меньшей степени принадлежать к жанрам шутера от первого и от третьего лица. Различные ответвления и спин-оффы, в отличие от основной линейки игр, могут принадлежать к другим жанрам: например, Survivor и Survivor 2 являются играми в жанре шутера от первого лица, The Umbrella Chronicles и The Darkside Chronicles — rail shooter, The Mercenaries 3D, Operation Racoon City и Umrella Corps. — шутерами от третьего лица и так далее.

## История
| 1996 | Resident Evil                           |
| 1997 |                                         |
| 1998 | Resident Evil 2                         |
| 1999 | Resident Evil 3: Nemesis                |
| 2000 | Resident Evil Survivor                  |
| 2000 | Resident Evil Code: Veronica            |
| 2001 | Resident Evil Survivor 2 Code: Veronica |
| 2001 | Resident Evil Gaiden                    |
| 2002 | Resident Evil (ремейк)                  |
| 2002 | Resident Evil Zero                      |
| 2003 | Resident Evil: Dead Aim                 |
| 2003 | Resident Evil Outbreak                  |
| 2004 | Resident Evil Outbreak: File 2          |
| 2005 | Resident Evil 4                         |
| 2006 |                                         |
| 2007 | Resident Evil: The Umbrella Chronicles  |
| 2008 |                                         |
| 2009 | Resident Evil 5                         |
| 2009 | Resident Evil: The Darkside Chronicles  |
| 2010 |                                         |
| 2011 | Resident Evil: The Mercenaries 3D       |
| 2012 | Resident Evil: Revelations              |
| 2012 | Resident Evil: Operation Raccoon City   |
| 2012 | Resident Evil 6                         |
| 2013 |                                         |
| 2014 |                                         |
| 2015 | Resident Evil: Revelations 2            |
| 2016 | Umbrella Corps                          |
| 2017 | Resident Evil 7: Biohazard              |
| 2018 |                                         |
| 2019 | Resident Evil 2 (ремейк)                |
| 2020 | Resident Evil 3 (ремейк)                |
| 2020 | Resident Evil: Resistance               |
| 2021 | Resident Evil Village                   |
| 2022 | Resident Evil Re:Verse                  |
| 2023 | Resident Evil 4 (ремейк)                |
| 2024 |                                         |
| 2025 |                                         |
| 2026 | Resident Evil Requiem                   |

### Компьютерные игры
В 1993 году Токуро Фудзивара предложил Синдзи Миками, одному из своих работников, сделать игру, которая использовала бы игровые механики одного из его прошлых проектов, Sweet Home, которую компания Capcom выпустила в 1989 году. Миками был фанатом оригинальной игры, но он не был уверен в финансовой успешности игр данного жанра. В начале 1994 года им была начата разработка над предложенным проектом, который был запланирован к выпуску для нового поколения игровых приставок. По словам разработчика он пытался сделать «по настоящему страшную игру». Помимо Sweet Home в качестве источников вдохновения для проекта послужили фильмы Джорджа Ромеро, посвященные живым мертвецам, фильм «Чужой» и в большей степени игра Alone in the Dark 1992 года, которая сочетала пререндеренные фоны с трёхмерными моделями персонажей, а также сюжет в духе Лавкрафта. К концу разработки над проектом работало около 40 человек. В Японии игра получила название Biohazard, в то время, как в американское отделение Capcom предпочло выбрать для неё другое название, так как такое же название уже носили музыкальная группа и другая компьютерная игра — для распространения вне Японии был выбран заголовок Resident Evil. Выпуск игры состоялся в марте 1996 года. Игра была восторженно встречена со стороны критиков, а также стала коммерчески успешной, вследствие чего за ней последовал выход 2 номерных продолжений. В качестве руководителя разработки второй части выступил геймдизайнер Хидеки Камия, в то время, как Миками занял пост продюсера. Несмотря на занимаемый пост Камия не был фанатом хоррор игр и фильмов, а уровень насилия в сценах оригинальной игры был для него чрезмерным, поэтому разработчик решил сделать больший упор на экшен-составляющую, при этом оставив «ядро» игрового процесса прежним. Изначальный прототип игры, в последующем получивший название Resident Evil 1.5, был отменен, а разработка начата заново. Разработка финальной версии Resident Evil 2 была завершена в декабре 1997 года и выпущена в январе 1998 года. Как и оригинальная игра была тепло встречена критиками, с точки зрения проданных копий — превзошла её, а также дала полноценный старт Resident Evil, как игровой франшизе. Resident Evil 3: Nemesis, которая вышла в 1999 году изначально задумывалась как спин-офф серии, но весной 1999 года её статус был «повышен» до основной игры. Ещё спустя год, в 2000 году, Capcom выпустила первый спин-офф серии и одновременно последнюю игру для оригинальной PlayStation — Resident Evil Survivor.
Четвёртая основная игра серии, Resident Evil: Code Veronica вышла в 2000 году, меньше, чем через 1 месяц после выпуска Survivor. Несмотря на то, что Синдзи Миками, изначально заявлял, что следующая игра выйдет на платформе PlayStation 2, следующие части сериала изначально вышли только для игровой приставки Nintendo GameCube. Сначала, в 2002 году, был выпущен ремейк оригинальной Resident Evil, а чуть позже в том же году вышел и его приквел — Resident Evil Zero. Оба проекта первоначально были выпущены как эксклюзивные продукты для GameCube. В 2003 году Capcom выпустила новую игру, в которой заложила реализацию возможности многопользовательской игры посредством сети Интернет. Этой игрой стала выпущенная эксклюзивно для PlayStation 2 Resident Evil Outbreak. В новой игре появилось множество новых персонажей, а действие происходило в те самые дни, когда зловещий вирус выбрался на улицы Раккун-сити. Через год свет увидело продолжение — Resident Evil Outbreak: File 2.
Пятая игра основной серии, Resident Evil 4, находилась в разработке 5 лет и стала единственным продолжением основной линейки, руководителем разработки которого выступал Синдзи Миками. Один из первых прототипов игры, в разработке которого участвовали Миками и Хидеки Камия впоследствии превратился в компьютерную игру Devil May Cry. Также в Resident Evil 4 были внедрены несколько особенностей, которые значительно изменили привычную формулу игр серии: баланс между хоррор и экшен-составляющими был изменён в пользу последней — по словам Миками он пошёл на такой шаг после неудовлетворительных продаж ремейка оригинальной игры. Также одним из нововведений стала смена ракурса обзора: вместо статичной камеры, которая использовалась во всех прошлых основных играх и большинстве спин-оффов, для Resident Evil 4 была выбрана камера от третьего лица с видом «из-за плеча». Игра вышла в 2005 году. В 2007 году была выпущена первая игра серии в жанре rail shooter — Resident Evil: The Umbrella Chronicles. Продолжение основной линейки игр появилось на прилавках через четыре года после выхода Resident Evil 4. Resident Evil 5 первоначально вышла весной 2009 года. Одним из важных нововведений игры стал кооперативный режим в сюжетной кампании, а также то, что игра делала ещё большую ставку на экшен, чем Resident Evil 4. На пресс-конференции в ходе конференции Sony в рамках выставки E3 2009 было объявлено о готовящейся к выпуску игре Resident Evil Portable, для PlayStation Portable, которая так и не была выпущена. В феврале 2012 года для Nintendo 3DS вышел спин-офф Resident Evil: Revelations. В марте того же года, в продаже появился шутер от третьего лица Resident Evil: Operation Raccoon City, разработанный сторонней компанией Slant Six Games. Осенью 2012 года была выпущена Resident Evil 6 — как и 2 предыдущие номерные части игра продолжила курс на кооперативный режим и экшен-составляющую. Данный аспект был подвергнут широкой критике как со стороны игровых изданий, так и со стороны игроков, что вынудило разработчиков в дальнейшем переосмыслить формулу серии. В 2015 году состоялся выход Resident Evil: Revelations 2. В том же году было сообщено, что руководство Capcom одобрило создание ремейка Resident Evil 2. В 2016 году был выпущен многопользовательский шутер от третьего лица Umbrella Corps.
Спустя почти 5 лет после выхода Resident Evil 6, в 2017 году, состоялся выход следующей основной игры серии — Resident Evil 7: Biohazard. Игра стала первым проектом, использующим новый движок RE Engine, который впоследствии использовали следующие игры серии. Спустя 2 года, в 2019 году в продажу поступил ремейк Resident Evil 2. 27 января 2019 года, вскоре после выхода ремейка второй части, продюсер Ёсиаки Хирабаяси заявил, что новый Resident Evil 3: Nemesis возможен если ремейк второй части будет хорошо принят игроками. 10 декабря того же года ремейк третьей номерной части был официально анонсирован, а его выпуск состоялся 3 апреля 2020 года.
В 2020 году также впервые была показана новая игра основной серии, которая получила название Resident Evil Village и выход которой состоялся в 2021 году.
6 июня 2025 года на онлайн-мероприятии Summer Game Fest было объявлено о разработке девятой основной игры серии под заголовком Resident Evil Requiem, выход которой намечен на 27 февраля 2026.

### Переиздания
Игры серии неоднократно переиздавались на новых платформах. Так первые три номерные части, которые изначально были выпущены для игровой приставки PlayStation, а впоследствии переиздавались для персональных компьютеров под управлением Windows и различных игровых приставок. Survivor, которая стала последней игрой серии для PlayStation была перевыпущена для Windows спустя 2 года после изначального релиза. Вышедшая на Dreamcast Code Veronica позднее была портирована для игровых консолей PlayStation 2 и Nintendo GameCube, получив подзаголовок Code: Veronica X и под таким названием издавалась на всех последующих платформах. Ремейк оригинальной игры и Resident Evil Zero с появлением Wii были портированы на данную консоль, а в 2015 и 2016 годах соответственно были переизданы сразу для 5 платформ: PlayStation 3, PlayStation 4, Windows, Xbox 360 и Xbox One.
Наиболее часто на новые платформы переиздавалась Resident Evil 4 — выпущенная в 2005 году на GameСube игра в общей сложности была выпущена более, чем на 15 платформах, включая различные игровые приставки серий игровых консолей PlayStation и Xbox, различные консоли от Nintendo, а также консоли некоторых других производителей, на персональных компьютерах под управлением Windows и мобильных операционных системах. Resident Evil: The Umbrella Chronicles и Resident Evil: The Darkside Chronicles выпущенные в 2007 и в 2009 годах на Wii были переизданы на PlayStation 3 в 2011 году. Resident Evil 5 и Resident Evil 6, которые изначально были выпущены для игровых консолей Xbox 360 и PlayStation 3 в 2009 и 2012 годах соответственно, через полгода после изначальных релизов были выпущены на платформе Windows, а в последующие годы в одно и то же время сначала переизданы для PlayStation 4 и Xbox One, а после — и для Nintendo Switch. Изначально вышедшая в 2012 году для портативной приставки Nintendo 3DS Resident Evil: Revelations была с небольшими визуальными доработками портирована в 2013 году на Windows, PlayStation 3, Xbox 360 и Wii U, а в 2017 году — на PlayStation 4, Xbox One и спустя несколько месяцев в том же году в один день с Revelation 2 — на Switch. Также для Switch в 2018 году стала доступна «облачная» версия Resident Evil 7.

## Состав разработчиков

### Основная серия

#### Оригинальные релизы
| Год  | Игра                           | Руководители              | Продюсер(ы)                                 | Геймдизайнер(ы)                               | Сценарист(ы)                                         | Композитор(ы)                                |
| ---- | ------------------------------ | ------------------------- | ------------------------------------------- | --------------------------------------------- | ---------------------------------------------------- | -------------------------------------------- |
| 1996 | Resident Evil                  | Синдзи Миками             | Токуро Фудзивара, Масаюки Акахори           | Синдзи Миками                                 | Кэнъити Ивао, Сага Ясуюки                            | Макото Томодзава, Акари Каида, Масами Уэда   |
| 1998 | Resident Evil 2                | Хидэки Камия              | Синдзи Миками                               | Хидэки Камия                                  | Нобору Сугимура                                      | Масами Уэда, Сусаку Утияма, Сун Нисигаки     |
| 1999 | Resident Evil 3: Nemesis       | Кадзухиро Аояма           | Синдзи Миками                               | Кадзухиро Аояма                               | Ясухиса Кавамука                                     | Масами Уэда, Саори Маэда                     |
| 2000 | Resident Evil — Code: Veronica | Хироки Като               | Синдзи Миками                               | Хироки Като                                   | —                                                    | Такеши Миура, Хиджири Анзе, Санаэ Касахара   |
| 2002 | Resident Evil Zero             | Кодзи Ода                 | Тацуя Минами                                | Хидэки Камия                                  | Нобору Сугимура, Хиромичи Накамото, Дзюнъити Мияшита | Сейко Кобути                                 |
| 2005 | Resident Evil 4                | Синдзи Миками             | Хироюки Кобаяси                             | Хироши Сибата, Кодзи Какаэ, Сигенори Нисикава | Синдзи Миками                                        | Мисао Сэнбонги, Сусаку Утияма                |
| 2009 | Resident Evil 5                | Ясухиро Анпо, Кеничи Уэда | Джан Такэути, Масачика Кавата               | Дзиро Таока                                   | Харуо Мурата, Ёсиаки Хирабаяши, Кеничи Уэда          | Кота Сузуки                                  |
| 2012 | Resident Evil 6                | Эйитиро Сасаки            | Ёсиаки Хирабаяши                            | Дзиро Таока                                   | Сётаро Суга                                          | Акихико Нарита, Акиюки Моримото, Кота Сузуки |
| 2017 | Resident Evil 7: Biohazard     | Коси Наканиси             | Масачика Кавата, Цуёси Канда                | Хадзиме Хориучи, Кейсуке Ямакава              | Моримаса Сато, Ричард Пирси                          | Акиюки Моримото, Мивако Чиноне, Сатоши Хори  |
| 2021 | Resident Evil Village          | Моримаса Сато             | Масачика Кавата, Цуёси Канда, Питер Фабиано | Исаму Хара                                    | Энтони Джонстон                                      | Сусаку Утияма                                |
| 2026 | Resident Evil Requiem          | Коси Наканиси             | Джан Такэути                                | TBA                                           | TBA                                                  | TBA                                          |

#### Ремейки
| Год  | Игра            | Руководители                          | Продюсер(ы)                   | Геймдизайнер(ы)                                | Сценарист(ы)    | Композитор(ы)                                         |
| ---- | --------------- | ------------------------------------- | ----------------------------- | ---------------------------------------------- | --------------- | ----------------------------------------------------- |
| 2002 | Resident Evil   | Синдзи Миками                         | Хироюки Кобаяси               | Кодзи Какаэ, Джоэсуке Кадзи, Сигенори Нисикава | Синдзи Миками   | Сусаку Утияма, Макото Томодзава, Мисао Сэнбонги       |
| 2019 | Resident Evil 2 | Ясухиро Анпо, Кадзунори Кадои         | Ёсиаки Хирабаяси, Цуёси Канда | Хидехиро Хода                                  | Брент Фридман   | Сусаку Утияма, Зенлан Канг, Масами Уэда               |
| 2020 | Resident Evil 3 | Ясухиро Анпо, Ясухиро Сето, Юкио Анто | Масао Кавада                  | Масанори Комине, Такаси Исихара                | —               | Кота Сузуки, Азуса Като, Масами Уэда, Такаясу Содеока |
| 2023 | Resident Evil 4 | Ясухиро Анпо, Кадзунори Кадои         | Ёсиаки Хирабаяси              | Хидехиро Хода                                  | Мэттью Костелло | Кота Сузуки, Нозоми Омото, Мисао Сэнбоги              |

## Сюжет

Логотип корпорации Umbrella, создательницы различных штаммов вируса, а также Тиранов

Хотя основное действие игр серии начинается в 1990-е годы, повествование в Resident Evil затрагивают и более ранние времена. Согласно сюжетам игр, в 1960-х годах трое учёных-вирусологов — Эдвард Эшфорд, Джеймс Маркус и Освелл Спенсер — выделили из африканского растения, известного как «лестница к солнцу», обладающий необычными свойствами вирус, названный «Прародитель». В 1968 году они основали компанию Umbrella Pharmaceuticals — прикрытие для разработки биологического оружия. Одна из лабораторий Umbrella помещалась под особняком Спенсера — выстроенным в готическом духе поместье в горах Арклей близ города Раккун-Сити. Со временем компания разрослась, к ней присоединились новые специалисты — в частности, учёные Уильям Биркин и Альберт Вескер. Маркус в ходе своих экспериментов успешно внес в «вирус-прародитель» РНК вируса Эбола — новый «Т-вирус» оказался в состоянии превращать заражённых людей в зомби. Основатели компании рассорились друг с другом, и в 1988 году Вескер по приказу Спенсера убил Маркуса; в эти же годы Биркин разработал собственную версию вируса — «G-вирус» и также занялся созданием суперсолдата-«Тирана». К 1993 году Umbrella обладала в Раккун-Сити огромной властью — она щедро инвестировала в городскую инфраструктуру и давала взятки местным властям; это позволило выстроить прямо под городом огромные подземные лаборатории. В 1996 году полиция Раккун-Сити учредила особое подразделение спецназа — «Специальную тактическую и спасательную службу» (S.T.A.R.S.); его под личиной полицейского возглавил всё тот же Альберт Вескер.
Оригинальная Resident Evil рассказывает истории сотрудников S.T.A.R.S. Криса Редфилда и Джилл Валентайн, которые, пытаясь найти выживших отряда «Браво» специального подразделения полиции S.T.A.R.S., вынуждены были отступить в особняк в горах. Они обнаруживают, что под особняком расположена база корпорации Umbrella, где разрабатывался Т-вирус, конечной целью которого являлось создание биологического оружия, известного как Тиран (в честь которого назван вирус). Играя за одного из персонажей, игрок должен исследовать особняк, иногда с помощью Барри Бёртона или Ребекки Чемберс, пока их не предаст Альберт Вескер, который тайно планировал украсть Т-вирус. Хотя кажется, будто Вескер убит Тираном, он выжил и руководил некоторыми более поздними событиями игр серии из-за кулис. Resident Evil Zero более подробно рассказывает события, предшествовавшие первой игре. Главным героем выступает Ребекка Чемберс, которая оказалась отделена от остальных членов отряда «Браво» и была вынуждена объединиться с беглым преступником Билли Коэном. События Resident Evil 2 происходят спустя несколько месяцев после событий первой игры, когда крысы начинают заражать население Раккун-Сити Т-вирусом. Играя за Клэр Редфилд, сестру Криса, главного героя первой игры, или Леона Кеннеди, полицейского-новичка, игроки должны сбежать из города, одновременно сражаясь с мутировавшим создателем вируса Уильямом Биркином. В Resident Evil 3: Nemesis, действие которой происходит как до, так и после событий второй игры, игрок вновь берёт на себя роль Джилл Валентайн, которая пытается сбежать из Раккун-Сити и оторваться от преследователя в лице другого биологического оружия Umbrella, Немезиса. Сюжет заканчивается уничтожением Раккун-Сити ядерным ударом.
Resident Evil Code: Veronica продолжает историю Клэр Редфилд спустя 3 месяца после побега из Раккун-Сити. Она была схвачена при попытке проникнуть в парижский центр Umbrella и доставлена в один из их исследовательских центров. Объект атакован силами Альберта Вескера, а его обитатели были заражёны Т-вирусом. Клэр убегает и начинает искать своего брата Криса, имея дело с Альфредом и Алексией Эшфорд.
Resident Evil 4 рассказывает историю Леона Кеннеди, которому поручена миссия по спасению дочери президента Соединённых Штатов, которая была захвачена испанским культом Лос-Иллюминадос во главе с Осмундом Саддлером. Вместо заражённых Т-вирусом зомби Леон борется с жителями деревни, заражёнными паразитом Лас-Плагас. В Resident Evil 5 Крис Редфилд в роли агента BSAA должен прекратить продажу нелегального биологического оружия в Африке с помощью Шевы Аломар, а также остановить Альберта Вескера, который собирается уничтожить человечество с помощью вируса под названием Уроборос. Сюжет Resident Evil 6 повествует сразу о нескольких героях со своими сюжетными линиями, включая Леона Кеннеди, Криса Редфилда, Аду Вонг и Джейка Мюллера, которые вовлечены в инцидент с использованием биологического оружия, в результате чего президент Соединённых Штатов становится зомби. В сюжете рассказывается о новом быстродействующем зомби-вирусе под названием С-вирус, который был использован АНБ, чтобы вызвать страх у населения в целом, а сюжет сосредоточен на попытках главных героев остановить его распространение.
В Resident Evil 7: Biohazard игрок берёт на себя роль Итана Уинтерса, нового персонажа серии, который хочет найти свою пропавшую жену Мию и должен защитить себя от странной семьи в их, казалось бы, заброшенном доме.
Некоторая медиапродукция также является каноничной по отношению к вымышленной вселенной игр серии и её событиям. CGI-фильмы за исключением «4D: Палач» являются каноничной продукцией. В то же время не все компьютерные игры или их отдельные части следуют канону. Например, Resident Evil: Operation Racoon City и сценарии режима «Выжившие Призраки» в Resident Evil 2 2019 года рассказывают альтернативные версии событий, произошедших в Раккун-Сити, а The Umbrella Chronicles и The Darkside Chronicles являются лишь частично каноничными. События кинофильмов линейки «Обитель зла» происходят в собственной вымышленной вселенной и показывают события с точки зрения Элис.

## Отзывы и критика
Различные игры серии оценивались игровой прессой и игроками по-разному — от полного неприятия до всеобщего признания. По данным агрегатора рецензий Metacritic к данной серии принадлежат как самая низкооценённая игра Capcom — ПК-версия Umbrella Corps., так и самая высокоценная — версия Resident Evil 4 для GameCube. Редактор сайта «Игромания» Денис Павлушкин в своем материале о лучших и худших играх серии описывает отношение очередности выхода игр к их качеству, как «кардиограмму человека, на 70 % состоящего из кофе». Автор PC Gamer высказал мнение о том, что Resident Evil не всегда удерживала первенство в жанре survival horror и периодически игры серии переходили в другие жанры и использовали несвойственные оригинальной концепции механики, но в результате экспериментов проекты серии всегда оставались интересными для пользователя.
Оригинальная игра получила положительные отзывы у критиков и возымела огромный коммерческий успех, приведший к созданию двух продолжений. Вторая и третья номерные части, как и оригинал были положительно встречены игровым сообществом и получили высокие оценки от прессы. Тем не менее, первый же спин-офф, Resident Evil Survivor, получил в основном отрицательные отзывы. В то же время Resident Evil Survivor 2 Code: Veronica и Resident Evil: Dead Aim, были приняты несколько лучше.
В материалах различных игровых изданий достаточно часто среди остальных частей выделяется Resident Evil 4, которую называют как одной из самых лучших игр в серии, так и игровой индустрии в целом. Тем не менее она же выделяется в качестве игры из-за которой несколько последующих частей были гораздо в большей степени ориентированы на экшен-составляющую. Также критике часто подвергается изначальный порт для персональных компьютеров на Windows, выпущенный в 2007 году.
Несмотря на в целом положительные отзывы критиков на пятую и шестую номерные части, обе игры часто подвергались критике за больший уклон в сторону шутеров от третьего лица и подражание другим играм данного жанра.

### Продажи
На декабрь 2019 года по данным Capcom игры серии суммарно преодолели отметку в 94 миллиона проданных копий по всему миру. Самыми продаваемыми играми в серии являются Resident Evil 5 c более чем 11 миллионов копий, Resident Evil 6 — с 8,8 миллиона и Resident Evil 4 — c 7,4 миллиона.
Ремейки оригинальных частей зачастую также имеют хорошие продажи. Так, обновлённая версия ремейка оригинальной Resident Evil, вышедшая в 2015 году, несмотря на плохие продажи на оригинальной платформе, была хорошо встречена на рынке и стала самой быстро продаваемой цифровой игрой за всю историю компании. В свою очередь Resident Evil 2 2019 года менее, чем за 1 год была продана тиражом в 5 миллионов копий и превзошла суммарные продажи оригинальной игры 1998 года за всё время.

## Кинематограф и телевидение

### Полнометражные игровые фильмы
| 2002 | Обитель зла                       |
| 2003 |                                   |
| 2004 | Обитель зла 2: Апокалипсис        |
| 2005 |                                   |
| 2006 |                                   |
| 2007 | Обитель зла 3                     |
| 2008 |                                   |
| 2009 |                                   |
| 2010 | Обитель зла 4: Жизнь после смерти |
| 2011 |                                   |
| 2012 | Обитель зла: Возмездие            |
| 2013 |                                   |
| 2014 |                                   |
| 2015 |                                   |
| 2016 | Обитель зла: Последняя глава      |
| 2017 |                                   |
| 2018 |                                   |
| 2019 |                                   |
| 2020 |                                   |
| 2021 | Обитель зла: Раккун-Сити          |

Полнометражные фильмы серии Resident Evil, выпускались с 2002 года; в России фильмы серии выходили на экраны под названием «Обитель зла». Британский кинематографист Пол Андерсон работал над шестью фильмами серии как сценарист и продюсер и также срежиссировал четыре из них. Хотя в фильмах и фигурирует ряд персонажей и сцен, заимствованных из игр, действие киносерии происходит в своей собственной вселенной; фильмы строятся вокруг приключений Элис (Милла Йовович) — героини, придуманной специально для киносерии.
Серия фильмов «Обитель зла» собрала в целом в мировом прокате более 1,2 миллиарда долларов. В 2012 году Книга рекордов Гиннесса называла Resident Evil игрой с самым большим количеством экранизаций с живыми актёрами, а серию «Обитель зла», на тот момент состоявшую из четырёх фильмов — как самую успешную киносерию, основанную на компьютерной игре, и также отмечала, что каждый фильм в этой серии по кассовым сборам обгоняет предыдущие. Хотя эта закономерность и была потом нарушена, — сборы пятого фильма были меньше, чем у четвёртого — «Обитель зла: Последняя глава» 2016 года всё равно собрала в прокате больше, чем любая другая часть серии, и получила самые высокие оценки критики. «Обитель зла» также носила звание самой прибыльной серии фильмов о зомби и самой кассовой серии фильмов ужасов.
Фильм «Обитель зла» режиссёра Йоханнеса Робертса, выпущенный в 2021 году, не имеет связи с серией Андерсона — он описывался как «перезагрузка» киносерии и адаптация игр, более близкая к первоисточнику. Действие этого фильма происходит в Раккун-Сити в 1998 году. Фильм, объединяющий сюжет сразу первой и второй игр серии, провалился в прокате и получил низкие оценки критиков; обозреватели посчитали персонажей незапоминающимися, а сценарий перегруженным событиями.

### Телесериал
14 июля 2022 года на Netflix вышел художественный телесериал «Обитель зла», состоящий из восьми эпизодов. В августе того же года компания Netflix объявила о закрытии сериала после одного сезона.

### Анимационные фильмы и сериалы
В 2000 году состоялась премьера короткометражного мультипликационного фильма с использованием CGI-графики «Обитель зла 4D: Палач». В 2008 году в прокат поступил второй CGI-фильм, который получил название «Обитель зла: Вырождение». В 2012 году был выпущен мультфильм «Обитель зла: Проклятие», а в 2017 году — «Обитель зла: Вендетта». В 2023 году был выпущен мультфильм «Обитель зла: Остров смерти». Все 4 полнометражных мультфильма были созданы компаниями Capcom и Sony Pictures Entertainment Japan.
8 июля 2021 года на платформе Netflix вышел аниме-сериал «Обитель зла: Бесконечная тьма», состоящий из четырёх эпизодов.

## Влияние
Игры серии оказали значительное влияние на игровую индустрию. Так, оригинальная Resident Evil 1996 года стала одной из игр, которая сформировала и популяризировала жанр survival horror. Также, камера от третьего лица с видом «из-за плеча», которая впервые была применена в Resident Evil 4, впоследствии стала стандартом для игр от третьего лица и использовалась в таких играх, как Dead Space, Gears of War, Grand Theft Auto V, The Last of Us и многих других.
Франшизе Resident Evil приписывают возрождение зомби-жанра в массовой культуре, которое привело к возвращению интереса зрителей к зомби-фильмам в течение 2000-х годов. Ким Ньюман в книге Nightmare Movies издания 2011 года писал, что «возрождение зомби началось на дальнем востоке» в первую очередь благодаря таким японским играм, как Resident Evil и The House of the Dead от Sega, вышедшим в 1996 году. В 2013 году, Джордж Ромеро сказал, что компьютерные игры Resident Evil и House of the Dead «больше, чем что-либо другое» популяризировало его концепт зомби в массовой культуре начала XXI века.
В 2015 году в интервью Huffington Post, сценарист-режиссёр Алекс Гарленд выделил серию Resident Evil в качестве основного источника вдохновения для его сценария к хоррор-фильму «28 дней спустя» 2002 года, и назвал оригинальную Resident Evil игрой оживившей зомби-жанр. Сценарист Эдгар Райт назвал Resident Evil 2 в качестве источника вдохновения его зомби-комедии «Зомби по имени Шон» 2004 года, а исполнитель главной роли и соавтор Саймон Пегг также назвал оригинальную Resident Evil игрой с которой началось возвращение зомби в массовую культуру. В дополнение к компьютерным играм, киноадаптации также способствовали этому, наряду с «28 дней спустя».